# Birgit Sack
Birgit Sack (* 1965) ist eine deutsche Historikerin und Leiterin der Gedenkstätte Münchner Platz Dresden. Zu ihren Forschungsschwerpunkten gehört politischer Katholizismus, Frauen- und Geschlechtergeschichte, politische Strafjustiz in der NS-Zeit und der DDR, Widerstand und die Rezeption des Widerstands.

## Werdegang
Birgit Sack studierte Neuere und Neueste Geschichte, neuere deutsche Literaturgeschichte und Wirtschafts- und Sozialgeschichte in Freiburg im Breisgau. Dort wurde sie 1995 bei Heinrich August Winkler mit einer Arbeit zur katholischen Frauenbewegung und der politischen Kultur in der Weimarer Republik promoviert.
Von 1995 bis 1997 war sie als Projektmitarbeiterin am Sorbischen Institut in Bautzen tätig. Danach absolvierte sie ein Volontariat im Haus der Geschichte in Bonn. Seit 1999 leitet Birgit Sack die Gedenkstätte Münchner Platz Dresden, in der Opfern politischer Strafjustiz aus verschiedenen Perioden der deutschen Geschichte gedacht wird. Ihre Untersuchungen zu Begräbnisplätzen von Hinrichtungsopfern der NS-Zeit führten beispielsweise zu neuen Erkenntnissen zur Belegung des Neuen katholischen Friedhofs in Dresden-Friedrichstadt. Im Jahr 2014 wurde sie für Verdienste um die polnisch-deutsche Aussöhnung mit dem Ehrenorden „Missio Reconciliationis“ der polnischen Versöhnungsmission ausgezeichnet.

## Publikationen (Auswahl)

### Monografien
- Zwischen religiöser Bindung und moderner Gesellschaft : katholische Frauenbewegung und politische Kultur in der Weimarer Republik (1918/19–1933). Dissertation, Freiburg im Breisgau, 1995. Waxmann, Münster 1998, ISBN 3-89325-593-1.
- mit Gerald Hacke: Verurteilt, inhaftiert, hingerichtet: politische Justiz in Dresden 1933–1945, 1945–1957. Gedenkstätte Münchner Platz, Dresden 2016, ISBN 978-3-95498-202-8 (dresden.de [PDF; abgerufen am 21. November 2022]).
- Dr. Margarete Blank (1901–1945) – Justizmord und Erinnerungspolitik (= Lebenszeugnisse - Leidenswege. Heft 11). Dresden 2000, ISBN 978-3-934382-00-8 (stsg.de [PDF; abgerufen am 21. November 2022]).
- mit Gerald Hacke: Gezeichnet. Kunst und Widerstand; das Dresdner Künstlerpaar Eva Schulze-Knabe (1907–1976) und Fritz Schulze (1903–1942). Hrsg.: Stiftung Sächsische Gedenkstätten zur Erinnerung an die Opfer Politischer Gewaltherrschaft (= Lebenszeugnisse – Leidenswege. Heft 17). Dresden 2005, ISBN 978-3-934382-17-6.
- mit Gabriele Hackl: Das Frauenzuchthaus Waldheim (1933–1945). [Leipzig] 2016, ISBN 978-3-96023-067-0.

### Herausgeberschaft
- mit Matthias Roeser: Zum Beispiel Vilém Kostka: der tschechische Widerstand vor dem Oberlandesgericht Dresden; ein Haftschicksal in Briefen 1941–1945. Quellenedition. Hrsg.: Stiftung Sächsische Gedenkstätten zur Erinnerung an die Opfer Politischer Gewaltherrschaft (= Lebenszeugnisse – Leidenswege. H. 12). Stiftung Sächsische Gedenkstätten zur Erinnerung an die Opfer Politischer Gewaltherrschaft, Dresden 2001, ISBN 978-3-934382-03-9.
- mit Norbert Haase: Münchner Platz, Dresden. Die Strafjustiz der Diktaturen und der historische Ort (= Schriftenreihe der Stiftung Sächsische Gedenkstätten zur Erinnerung an die Opfer Politischer Gewaltherrschaft. Band 7). Kiepenheuer, Leipzig 2001, ISBN 978-3-378-01049-9.

### Aufsätze
- Plac Monachijski w Dreźnie i jego znaczenie w kontaktach Gostyńsko-Drezdeńskich. In: Rocznik Gostyński. Nr. 2, 2015, S. 97–114 (polnisch).
- Die Gedenk- und Begräbnisanlage für tschechoslowakische und polnische Widerstandskämpfer auf dem Johannisfriedhof. In: Dresdner Hefte. 34. Jg., Heft 127, 2016, S. 59–66.
- „Převoz mrtvých do protektorátu nepřichází v úvahu“. In: Ústav pro studium totalitních režimů (Hrsg.): Paměť a dějiny. Nr. 01, 2018, S. 27–35 (tschechisch, ceeol.com [abgerufen am 21. November 2022]).